# Lista de episódios de Helix
Helix é uma série de TV americana de ficção científica que estreou em 10 de janeiro de 2014 no canal Syfy. A trama se passa no Ártico, onde o Dr. Hiroshi Hatake, cientista chefe da base de pesquisas científicas da ILARIA, envia um pedido de ajuda à cientistas do CDC (Centro de Controle de Doenças) que são convocados para conter um surto causado por um vírus até então desconhecido, o que no decorrer de todo procedimento são revelados segredos que podem mudar a vida de todos eles, ao passo que mortes e conflitos internos entre os personagens se estabelece num clima de tensão, isolados no meio do nada, cercados de gelo e em quarentena, esses sobreviventes são obrigados a colaborar entre si se quiserem permanecer vivos.
A primeira temporada consistiu em treze episódios. Em 28 de março de 2014, foi anunciado que a série foi renovada para uma segunda temporada de mais treze episódio, programado para estrear no inverno de 2015.

## Temporadas
| Temporada | Temporada | Episódios | Exibição original     | Exibição original   | Lançamento em DVD e Blu-ray | Lançamento em DVD e Blu-ray | Lançamento em DVD e Blu-ray |
| Temporada | Temporada | Episódios | Estreia de temporada  | Final de temporada  | Região 1                    | Região 2                    | Região 4                    |
| --------- | --------- | --------- | --------------------- | ------------------- | --------------------------- | --------------------------- | --------------------------- |
|           | 1         | 13        | 10 de janeiro de 2014 | 28 de março de 2014 | 1 de julho de 2014          | 30 de junho de 2014         | 3 de julho de 2014          |
|           | 2         | 13        | Inverno de 2015       | TBA                 | TBA                         | TBA                         | TBA                         |

## Episódios

### 1ª temporada (2014)
| Nº (na série) | Nº (na temporada) | Título           | Dirigido por      | Escrito por                                                          | Exibição original       | Audiência (em milhões) |
| --- | ----------------- | ---------------- | ----------------- | -------------------------------------------------------------------- | ----------------------- | ---------------------- |
| 1 | 1                 | "Pilot"          | Jeffrey Reiner    | Cameron Porsandeh                                                    | 10 de janeiro de 2014   | 1.82                   |
| Dr. Alan Farragut e seu time de cientistas do CDC são chamados para a Base de Pesquisa do Ártico, onde seu irmão foi infectado com um mortal e desconhecido vírus. Mais tarde, Alan e seu time tem que perceber que há segredos sendo mantidos. |                   |                  |                   |                                                                      |                         |                        |
| 2 | 2                 | "Vector"         | Brad Turner       | Keith Huff                                                           | 10 de janeiro de 2014   | 1.82                   |
| O time de CDC tenta encontrar um tratamento para os pacientes infectados e perseguir os que foram expostos para o vírus. Enquanto isso, o pânico aumenta entre as pessoas na estação. |                   |                  |                   |                                                                      |                         |                        |
| 3 | 3                 | "274"            | Steven A. Adelson | Misha Green                                                          | 17 de janeiro de 2014   | 1.34                   |
| No terceiro dia, Peter procura a ajuda de Alan antes dele entrar em colapso. Sarah procura um teste de resposta rápida para os pacientes infectados. Julia inicia a sentir vagarosamente os efeitos do ataque de Peter enquanto Balleseros ajuda Doreen a conseguir outra amostra de macaco. |                   |                  |                   |                                                                      |                         |                        |
| 4 | 4                 | "Single Strand"  | Duane Clark       | Escrito por: Cameron Porsandeh Adaptado por: Javier Grillo-Marxuach  | 24 de janeiro de 2014   | 1.39                   |
| No quarto dia, as pessoas em quarentena no nível R forçam o Dr. Hatake a restabelecer a comunicação, cortando o suprimento de ar. Enquanto isso, a condição de Peter piora rapidamente, forçando Alan a tentar um tratamento universal não testado. Sarah tem que responder seu teste de resposta rápida e Doreen fica mais perto de descobrir Balleseros. |                   |                  |                   |                                                                      |                         |                        |
| 5 | 5                 | "The White Room" | Duane Clark       | Misha Green                                                          | 31 de janeiro de 2014   | 1.13                   |
| No quinto dia, Alan tenta descobrir o que aconteceu a Doreen depois de encontrar seu corpo. Julia encontra um amigo útil no nível R. Sarah continua escondendo um paciente infectado em seu quarto e Balleseros tenta encontrar o misterioso Dr. Hvit. |                   |                  |                   |                                                                      |                         |                        |
| 6 | 6                 | "Aniqatiga"      | Mike Rohl         | Adam Lash & Cori Uchida                                              | 7 de fevereiro de 2014  | 1.33                   |
| O trabalho de Alan e Jordan em decodificar o vírus continua em progresso, enquanto Julia está sendo curada por Hatake. |                   |                  |                   |                                                                      |                         |                        |
| 7 | 7                 | "Survivor Zero"  | Mike Rohl         | Sean Crouch                                                          | 14 de fevereiro de 2014 | 1.17                   |
| Constance Sutton da Ilaria Corporation chega com mercenários. Daniel faz uma descoberta. Julia aprende algo sobre si mesma e Hatake a protege dos mercenários. |                   |                  |                   |                                                                      |                         |                        |
| 8 | 8                 | "Bloodline"      | Bradley Walsh     | Mark Thomas Haslett                                                  | 21 de fevereiro de 2014 | 1.48                   |
| Os vetores atacam e tomam o corpo de Peter. Walker é mantido prisioneiro por Sutton depois da verdadeira natureza do relacionamento entre Sutton e Hatake é revelada. |                   |                  |                   |                                                                      |                         |                        |
| 9 | 9                 | "Level X"        | Bradley Walsh     | Sean Crouch                                                          | 28 de fevereiro de 2014 | 1.28                   |
| Segredos vêm à luz e improváveis alianças são estabelecidas; ao mesmo tempo, Alan e Walker assumem uma perigosa missão de destruir o que sobrou do vírus NARVIK. Walker aprende algo do mundo quebrando seu passado. |                   |                  |                   |                                                                      |                         |                        |
| 10 | 10                | "Fushigi"        | Jeremiah Chechik  | Misha Green                                                          | 7 de março de 2014      | 1.28                   |
| Alan e Julia viajam para uma estação de satélite abandonada em um último esforço para procurar ajuda. Uma vez lá, eles se deparam com a verdade sobre o plano de Hatake e a condição de Julia. Enquanto isso, Dr. Jordan (Sarah) faz uma surpreendente descoberta, o que poderia significar uma cura para o câncer. |                   |                  |                   |                                                                      |                         |                        |
| 11 | 11                | "Black Rain"     | Jeremiah Chechik  | Tiffany Greschler & Javier Grillo-Marxuach                           | 14 de março de 2014     | 1.18                   |
| Peter Farragut e vetores tentam espalhar o vírus em uma desesperada tentativa final. Enquanto isso, os cientistas do CDC criam uma para o vírus, trabalhando em conjunto, assim como uma ameaça de mercenários mortais da Ilaria Corporation é lançada sobre suas vidas. O assassino da Ilaria, A Foice, mata os sobreviventes restantes que ainda não tinham feito para o bunker, e depois é revelado ser um adolescente, filho de Sutton. |                   |                  |                   |                                                                      |                         |                        |
| 12 | 12                | "The Reaping"    | Brad Turner       | Escrito por: Adam Lash & Cori Uchida Adaptado por: Cameron Porsandeh | 21 de março de 2014     | 1.24                   |
| A Foice é revelada como o imortal Spencer Chiswick, que tem a aparência de um jovem de 16 anos e é filho de Constance Sutton. Alan e Hatake atraem Spencer e um dos seus agentes para fora, onde pretendem preparar uma armadilha. Hatake joga uma lata, supostamente contendo o vírus, sobre a neve e faz com que um dos agentes de Spencer, que tenta recuperar o vírus de cair em um abismo. Spencer descobre que Julia é filha de Hatake e a rapta. Ele dá a Hatake uma escolha das vidas a serem salvas: Julia ou Daniel. Mas Daniel se sacrifica. Julia pecebe que um pacote que Spencer trouxe com ele contém sua mãe. |                   |                  |                   |                                                                      |                         |                        |
| 13 | 13                | "Dans L'ombre"   | Brad Turner       | Escrito por: Ed Decter Adaptado por: Steven Maeda                    | 28 de março de 2014     | 1.38                   |
| Décimo terceiro dia: Balleseros concorda em entregar o vírus, já relatado em Porto Rico, se Hatake listar as crianças de Inuit deslocadas. Peter revela estar trabalhando para Ilaria e liberta a Foice, que explode a base, roubando tanto o vírus como a cura. Ele também faz Julia de refém, depois de matar sua mãe. Alan tenta libertar Julia, mas apenas tem sucesso em recuperar o vírus e a cura. |                   |                  |                   |                                                                      |                         |                        |

### 2ª temporada (2015)
| Nº (na série) | Nº (na temporada) | Título              | Dirigido por        | Escrito por                             | Exibição original       | Audiência (em milhões) |
| --- | ----------------- | ------------------- | ------------------- | --------------------------------------- | ----------------------- | ---------------------- |
| 14 | 1                 | "San Jose"          | Steven A. Adelson   | Steven Maeda                            | 16 de janeiro de 2015   | 1.00                   |
| Peter, Sarah e Dr. Kyle Sommers viajam para uma ilha do Pacífico Norte onde começou uma nova doença. Eles são levados para uma base para sua segurança, que é liderada pelo irmão Michael. Enquanto isso, Julia viaja para a mesma ilha e é capturada por uma pessoa misteriosa que repetidamente lhe pergunta, "Você sabe o caminho para San Jose?" Mais tarde é revelado que Julia está na ilha 30 anos no futuro, e a ela é mostrada a sepultura de Alan, perto das ruínas da base. |                   |                     |                     |                                         |                         |                        |
| 15 | 2                 | "Reunion"           | Steven A. Adelson   | Timothy J. Lea                          | 23 de janeiro de 2015   | 0.70                   |
| Como a equipe do CDC continua a investigar a ilha, aparece uma criança doente. Após a cura milagrosa da criança, Jordan suspeita que nem tudo está certo na abadia. Sarah descobre que Alan é um dos seguidores, e ele implora a ela para reunir sua equipe e deixar enquanto eles podem, mas não consegue explicar porquê. Enquanto isso, no futuro, Walker e Caleb cavam sepultura de Alan e fazem uma descoberta que favorece o mistério da ilha. |                   |                     |                     |                                         |                         |                        |
| 16 | 3                 | "Scion"             | Jeremiah S. Chechik | Allison Miller                          | 30 de janeiro de 2015   | 0.63                   |
| Alan investiga um quarto de armazenamento na abadia. Sarah e Peter descobrem que existem pessoas infectadas circulando na ilha. Irmão Michael está pesquisando "enxertia", onde um descendente é acompanhado com um estoque. As crianças da Abadia atacam Kyle após receberem um medicamento à base de plantas. Enquanto isso, no futuro, o Dr. Hatake é visto vivendo em uma cabana na ilha. Ele leva Julia lá e faz com ela ingira uma droga para obter respostas. Julia menciona uma pandemia mundial e revela-lhe que ela está infectada. |                   |                     |                     |                                         |                         |                        |
| 17 | 4                 | "Densho"            | Jeremiah S. Chechik | Tiffany Greshler                        | 6 de fevereiro de 2015  | 0.48                   |
| Um trabalhador é picado por uma abelha e mais tarde se desenvolve a doença. Peter contacta Balleseros na Ilaria HQ por telefone via satélite e pede instruções sobre o que fazer com Alan. Kyle investiga as abelhas. Sarah tenta encontrar Soren, a criança que se recuperou da doença, e é esfaqueado por sua mãe. No futuro, Julia escapa de Hatake e é ferida gravemente no processo. Ele dá a sua espada "Densho" para ela. |                   |                     |                     |                                         |                         |                        |
| 18 | 5                 | "Oubliete"          | Grant Harvey        | Leigh Dana Jackson                      | 20 de fevereiro de 2015 | 0.44                   |
| Em um flashback de três meses atrás, Kyle é recrutado para a equipe pelo CDC com instruções para recolher informações sobre Alan, para que eles possam fazer uma prisão. No presente, Peter revela ao irmão Michael que "Jerome" é na verdade o Alan. Michael responde colocando juntos Peter e Alan em um calabouço. Alan escapa com a ajuda de Peter, mas deixa Peter para trás, porque ele ouviu sua conversa com Ilaria. A colmeia é destruída, mas dois potes de mel são retidos. Sarah recupera-se. Irmão Michael revela que é um ser imortal e ele descobre que Sarah é também. No futuro, Julia se recupera com a ajuda de Caleb, mas ele rouba a espada"Densho" enquanto ela dorme. |                   |                     |                     |                                         |                         |                        |
| 19 | 6                 | "M.Domestica"       | Grant Harvey        | Javier Grillo-Marxuach                  | 20 de fevereiro de 2015 | 0.47                   |
| O Conselho da Ilaria decide avançar com um plano para libertar NARVIK-C para reduzir a população mundial em 75%, sendo o solitário dissidente da Julia. Ela pretende alertar o CDC, mas é convidada a conhecer Mademoiselle Durant, que lhe aconselha conseguir ajuda no St Germain. No presente, a equipe do CDC vê que a doença é transmitida pelo fungo que se assemelha a fungo da maçã e, no entanto, as maçãs se não estão contaminadas. Irmã Amy suspeita que o irmão Michael matou a irmã Agnes e é repelida pela idéia de ter um fillho com ele, então ela juntamente com Landry infectam vários seguidores com o mel contaminado e incriminam mais tarde irmã Anne. Michael descobre através de Peter que Sarah está grávida de uma criança imortal. Ele exige saber como ela se tornou imortal. Landry usa a droga vegetal no Alan e ele ataca Sarah sob sua influência. |                   |                     |                     |                                         |                         |                        |
| 20 | 7                 | "Cross Pollination" | Steven A. Adelson   | Bobak Esfarjani                         | 6 de março de 2015      | 0.46                   |
| Durant explica que em 1601, Michael se casou com uma mulher que depois deu à luz uma criança de um pai diferente. Ele jurou que não iria acontecer de novo e começou a trabalhar numa forma de esterilizar os homens mortais. No presente, Alan acorda com vagas lembranças de ter levado Sarah a uma sala onde um maldito procedimento foi realizado. Mais tarde, ele faz um ultrassom nela e descobrem que não havia bebê algum. Ele diz a ela que ele acha que ele a levou para lá e ela acusa-o de fazê-lo de propósito. Michael espera Amy lhe dê mais filhos, apesar de seus protestos. Ele começa a perder o controle sobre os seguidores e decide que é hora de "dizimar a colheita" ,e prepara e administra o veneno para a maioria dos seguidores não infectados. |                   |                     |                     |                                         |                         |                        |
| 21 | 8                 | "Vade in Pace"      | Steven A. Adelson   | Bobak Esfarjani                         | 6 de março de 2015      | 0.52                   |
| Amy enterra Michael vivo no calabouço e assume o controle da abadia. A guarda costeira chega para evacuar a equipe do CDC para uma ilha vizinha com um surto, mas eles ficam para investigar uma seiva vermelha que está prolongando a vida dos infectados. Sarah diz a Kyle que ela é imortal, e para provar isso, ela come um pouco do mel contaminado. Amy revela a Sarah que o bebê está sendo mantido vivo em um tanque e oferece para trocá-lo pelo segredo da imortalidade. No futuro, Julia libera Michael e pede-lhe para ajudar a encontrar o bebê, cujas células-tronco podem conter a chave para a cura. Michael tenta matá-la, mas é decapitado por Caleb com a espada "Densho". |                   |                     |                     |                                         |                         |                        |
| 22 | 9                 | "Ectogenesis"       | Jeremiah S. Chechik | Timothy J. Lea                          | 13 de março de 2015     | 0.55                   |
| Kyle é capturado pelos infectados que comem os não infectados. Ele infecta-se para evitar ser devorado. Sarah revela a Amy que uma transfusão de fluido espinhal de um imortal irá lhe conceder a imortalidade. Amy não confia em Sarah e Landry se oferece como voluntário para receber a transfusão. Julia e Sergio chegam na ilha no dias atuais para descobrir sobre método de esterilização de Michael em homens mortais. As maçãs são o resultado; elas não tem sementes , porque todos eles são enxertados de uma planta chamada "Mãe". Quando encontram o lugar onde deveria estar "Mãe", descobrem que ela desapareceu. |                   |                     |                     |                                         |                         |                        |
| 23 | 10                | "Mother"            | Jeremiah S. Chechik | Tiffany Greshler                        | 20 de março de 2015     | 0.57                   |
| Condição de Kyle se agrava, assim como na ilha vizinha. Soren lidera a equipe para localizar a árvore de sangramento. Amy recupera a "Mãe" de seu esconderijo na torre do sino, e Landry e Sergio ambos caem de uma grande altura. Anne mostra a Peter toda a extensão do programa de reprodução macabro de Michael. O teste sobre Landry foi um fracasso, o que Sarah se sente poderia ser feito para trabalhar com mais pesquisas. Julia diz Amy que seria mais rápido para conceder-lhe a imortalidade através da implantação do bebê no ventre de Amy, para horror de Sarah. |                   |                     |                     |                                         |                         |                        |
| 24 | 11                | "Plan B"            | Jeff Renfroe        | Leigh Dana Jackson & Adria Lang         | 27 de março de 2015     | 0.52                   |
| Alan começa a analisar a seiva vermelha e o sangue de Soren, na esperança de encontrar uma cura. Peter declara que ninguém sairá da ilha, especialmente Alan. Julia e Sarah iniciam o procedimento de Amy, que acorda com os olhos prateados de um imortal. A Marinha implementa o "Plano B" e pulveriza a ilha com um agente que mata ao entrar em contato. Isto aparentemente elimina a equipe da guarda costeira, causando prejuízos à "Mãe". Amy rapidamente descobre que ela foi enganada. |                   |                     |                     |                                         |                         |                        |
| 25 | 12                | "The Ascendant"     | Jeff Renfroe        | Javier Grillo-Marxuach & David Goldblum | 3 de abril de 2015      | 0.54                   |
| Alan descobre a cura e decide usá-la em Kyle e pede a ele que leve uma amostra da mesma fora da ilha. Peter é renomeado "Eli" e toma o controle da abadia. Sua primeira ordem é eliminar a equipe do CDC. A mãe de Soren alerta-los para a ameaça. Kyle, Sarah e Soren chamam em um helicóptero para evacuá-los, mas a tentativa é frustrada quando Eli atira no helicóptero. Julia e Alan encontram que a Abadia foi construída no topo da árvore-mãe, e tem material suficiente para realizar o plano de esterilização. Alan questiona o porque dela estar fazendo isso, especialmente porque NARVIK-C poderia nem existir. Eles puxam armas um contra o outro e como a tela fica preta, apenas ouve-se sons de tiro. |                   |                     |                     |                                         |                         |                        |
| 26 | 13                | "O Brave New World" | Steven A. Adelson   | Steven Maeda & Tiffany Greschler        | 10 de abril de 2015     | 0.44                   |
| Dia 13: Julia trata o ferimento de Alan no pescoço. Quando ela sai da sala, Alan leva as amostras da mãe para a árvore mãe, com a intenção de atear fogo em tudo. No entanto, Eli descobre e ateia fogo ao redor dele. Ele é resgatado por Julia. Um helicóptero evacua todos com a abadia em chamas. Day 14: Em um hospital em Seattle, Kyle oferece a cura para o governo. Peter entrega o material da "Mãe" para um dos chefes de Ilaria, que nega ter dito alguma coisa sobre NARVIK-C. Alan quase morre, mas Sarah salva sua vida, tornando-o imortal. No ano 2029: qualquer mulher que queira ter um bebê agora deve se dirigir para um centro da Ilaria. Sarah é vista trabalhando lá. 30 anos no futuro: Caleb revela ser Soren. Ele diz que o Alan e Hatake criaram o vírus TXM-7 que está infectando os imortais. Ele oferece o seu sangue como uma cura.                 |                   |                     |                     |                                         |                         |                        |